# 花と緑・光と水懇話会
花と緑・光と水懇話会（はなとみどり・ひかりとみずこんわかい）は、大阪の都市づくりの今後の方向を検討する懇話会。

## 概要
- 『四季折々の花と緑あふれ、美しい光に彩られる水の都』 の実現を目指している。
- メンバーは、大阪府、大阪市、および大阪地区の経済団体（関西経済連合会）等で構成される。 座長は關淳一大阪市長。

## 組織
花と緑・光と水懇話会
- シンボルイベント企画検討委員会
  - 「水都大阪2009」推進準備室
- 幹事会
  - 大阪城・上町台地ｴﾘｱ企画推進委員会
  - 大阪カルチャーナイト実行委員会
  - 光のまちづくり企画推進委員会
    - 光のルネサンス実行委員会
    - 光百景アワード実行委員会
    - 御堂筋タスクチーム
    - 東横堀川ライティング実行委員会

  - 水辺のまちづくり企画推進委員会
    - 水都ルネサンス大阪実行委員会
    - 大阪・水辺のﾗﾝﾄﾞｽｹｰﾌﾟ研究会
    - 中之島活性化実行委員会

  - 桜の会・平成通り抜け実行委員会